# WWE TLC: Tables, Ladders & Chairs
TLC: Tables, Ladders & Chairs este un eveniment pay-per-view anual organizat de World Wrestling Entertainment. Se desfășoară în luna decembrie a fiecărui an, prima ediție având loc în anul 2009. Conceptul acestui PPV este ca principale lupte să fie meciuri cu scări, mese și scaune.

## Istoric

### 2009
TLC: Tables, Ladders & Chairs 2009 a avut loc pe data de 13 decembrie 2009, evenimentul fiind gazduit de AT&T Center
din San Antonio, Texas.
- Christian (c) l-a învins pe Shelton Benjamin (c) într-un Ladder match păstrându-și titlul ECW Championship
  - Christian a câștigat după ce a desfacut centura.
- Drew McIntyre l-a învins pe John Morrison câștigând titlul WWE Intercontinental Championship
  - McIntyre a câștigat prin pinfall, după aplicarea unui Future Shock
- Michelle McCool a învinso pe Mickie James câștigând titlul WWE Women's Championship
  - McCool a câștigat prin pinfall, după aplicarea unui Simply Flawless
- Sheamus l-a învins pe John Cena într-un Tables Match câștigând titlul WWE Championship
  - Sheamus a câștigat după ce la împins pe Cena din coltul ringului pe o masă
- The Undertaker l-a învins pe Batista într-un Chairs Match păstrându-și titlul WWE World Heavyweight Championship.
  - Undertaker a câștigat prin pinfall, după aplicarea unui Tombstone Piledriver
- Randy Orton l-a învins pe Kofi Kingston
  - Orton a câștigat prin pinfall, după un RKO
- D-Generation X (Triple H si Shawn Michaels) i-a învins pe Jeri-Show (Big Show si Chris Jericho) într-un Tables, Ladders & Chairs match, câștigând titlurile WWE Tag Team Championship
  - DX a câștigat după ce Michaels a desfacut ambele campionate.

### 2010
TLC: Tables, Ladders & Chairs 2010 a avut loc pe data de 19 decembrie 2010, evenimentul fiind gazduit de Toyota Center
din Houston, Texas.
- Dolph Ziggler (c) l-a învins pe Jack Swagger si Kofi Kingston într-un Ladder match păstrându-și titlul WWE Intercontinental Championship
  - Ziggler a câștigat după ce a luat centura din ring după ce Kofi si Swagger o aruncase din greseala.
- Beth Phoenix si Natalya le-a învins pe LayCool (Layla si Michelle McCool într-un Divas Tornado Tag Team Tables Match
  - Phoenix si Natalya a-u câștigat după aplicarea unui Splash a lui Natalya pe o masa
- Santino Marella si Vladimir Kozlov i-a învins pe Justin Gabriel si Heath Slater păstrându-și titlurile WWE Tag Team Championship
  - Marella si Kozlov a-u câștigat prin descalificare, după ce McGilicutty l-a atacat pe Marella
- John Morrison l-a învins pe King Sheamus într-un Ladder Match câștigând o șansă pentru titlul WWE Championship
  - Morrison a câștigat după ce a desfăcut contractul
- The Miz l-a învins pe Randy Orton într-un Tables Match păstrându-și titlul WWE Championship.
  - Miz a câștigat după ce l-a împins pe Riley de Orton făcândul pe Orton să cadă pe masă
- Edge l-a învins pe Alberto del Rio, Kane si Rey Mysterio într-un Tables, Ladders & Chairs match câștigând titlul WWE World Heavyweight Championship
  - Edge a câștigat după ce a desfacut campionatul
- John Cena l-a învins pe Wade Barrett într-un Chairs Match
  - Cena a câștigat după aplicarea unui Attitude Adjustment pe 6 scaune.

### 2011
TLC: Tables, Ladders & Chairs 2011 a avut loc pe data de 18 decembrie 2011, evenimentul fiind gazduit de 1st Mariner Arena
din Baltimore, Maryland.
- Zack Ryder l-a învins pe Dolph Ziggler (c) câștigând titlul WWE United States Championship
  - Ziggler a câștigat după aplicarea unui Rough Ryder.
- Air Boom (Kofi Kingston si Evan Bourne i-a învins pe Primo si Epico păstrându-și titlurile WWE Tag Team Championship
  - Kofi si Bourne a-u câștigat după aplicarea unui Trouble in Paradise a supra lui Primo
- Randy Orton l-a învins pe Wade Barrett într-un Tables Match
  - Orton a câștigat după un RKO pe o masă
- Beth Phoenix (c) a învinso pe Kelly Kelly păstrându-și titlul WWE Divas Championship
  - Phoenix câștigat lupta după un Electric Chair
- Triple H l-a învins pe Kevin Nash într-un Sledgehammer Ladder Match
  - Triple H a câștigat după ce l-a lovit pe Nash cu un baros
- Sheamus l-a învins pe Jack Swagger
  - Sheamus a câștigat după aplicarea unui Brogue Kick
- Big Show (c) l-a învins pe Mark Henry într-un Chairs Match păstrându-și titlul WWE World Heavyweight Championship
  - Show a câștigat după aplicarea unui KO Punch.
- Daniel Bryan l-a învins pe Big Show (c) câștigând titlul WWE World Heavyweight Championship
  - Bryan a câștigat după un DDT a lui Henry pe scaune.
  - Bryan încasa servieta sa Money in The Bank
- Cody Rhodes (c) l-a învins pe Booker T păstrându-și titlul WWE Intercontinental Championship
  - Rhodes a câștigat după aplicarea a douo Beautiful Disasters
- CM Punk (c) l-a învins pe The Miz si Alberto del Rio într-un Tables, Ladders & Chairs match păstrându-și titlul WWE Championship
  - Punk a câștigat după ce a desfăcut centura

### 2012
TLC: Tables, Ladders & Chairs 2012 a avut loc pe data de 16 decembrie 2012, evenimentul fiind gazduit de Barclays Center
din Brooklyn, New York.
- Damien Sandow si Cody Rhodes i-a învins pe Rey Mysterio si Sin Cara într-un Tables match câștigând o șansă pentru titlul WWE Tag Team Championship
  - Sandow si Rhodes au câștigat după ce a Rhodes l-a împins pe Sin Cara după corzi pe o masă înafara ringului
- Antonio Cesaro l-a învins pe R-Truth păstrându-și titlul WWE United States Championship
  - Cesaro a câștigat după aplicarea unui Neutralizer
- Kofi Kingston l-a învins pe Wade Barrett păstrându-și titlul WWE Intercontinental Championship
  - Kofi a câștigat prin aplicarea unui Trouble in Paradise
- The Shield (Dean Ambrose, Seth Rollins si Roman Reigns i-a învins pe Team Hell No (Daniel Bryan si Kane) si Ryback într-un Tables, Ladders & Chairs Match 
  - The Shield a câștigat dupa un Powerbomb de pe a treia coardă pe o masă asupra lui Bryan
  - Aceasta a fost prima lupta a lui The Shield în companie
- Eve Torres a învinso pe Naomi păstrându-și titlul WWE Divas Championship.
  - Eve a câștigat după aplicarea unui The Heartbraker
- Big Show l-a învins pe Sheamus într-un Chairs match păstrându-și titlul WWE World Heavyweight Championship
  - Show a câștigat după ce la lovit cu un mare scaun
- The Miz, Alberto del Rio si The Brooklyn Brawler i-a învins pe Heath Slater, Drew McIntyre si Jinder Mahal
  - Au câștigat prin predare, după aplicarea unui Brooklyn Crab asupra lui Mahal
- Dolph Ziggler l-a învins pe John Cena într-un Ladder Match păstrându-și servieta Money in the Bank
  - Ziggler a câștigat dupa ce a desfacut servieta
  - AJ Lee a apărut si la atacat pe Cena

### 2013
TLC: Tables, Ladders & Chairs 2013 a avut loc pe data de 15 decembrie 2013, evenimentul fiind gazduit de Toyota Center
din Houston, Texas.
- CM Punk i-a învins pe The Shield (Dean Ambrose, Seth Rollins și Roman Reigns)
  - Punk a câștigat după ce l-a numarat pe Ambrose după un Spear accidental aplicat de Reigns.
- AJ Lee a învinso pe Natalya păstrându-și titlul WWE Divas Championship
  - AJ a câștigat după un roll-up
- Big E Langston l-a învins pe Damien Sandow păstrându-și titlul WWE Intercontinental Championship
  - Big E a câștigat prin aplicarea unui Big Ending
- Cody Rhodes si Goldust i-a învins pe Ryback și Curtis Axel, Jack Swagger și Antonio Cesaro & Rey Mysterio și Big Show într-un Tag Team Fatal Four Way Match păstrându-și titlurile WWE Tag Team Championship
  - Rhodes și Goldust au câștigat după aplicarea unui Cross Rhodes asupra lui Mysterio
- R-Truth l-a învins pe Brodus Clay 
  - Truth a câștigat după un roll-up
- Kofi Kingston l-a învins pe The Miz într-un No Desqualification match
  - Kofi a câștigat după aplicarea unui Trouble in Paradise
- Randy Orton l-a învins pe John Cena într-un Tables, Ladders & Chairs Match unificând și formând noul WWE World Heavyweight Championship
  - Orton a câștigat după ce a desfăcut ambele campionate.

### 2014
TLC: Tables, Ladders & Chairs 2014 a avut loc pe data de 14 decembrie 2014, evenimentul fiind gazduit de Quicken Loans Arena
din Cleveland, Ohio.
- Dolph Ziggler l-a învins pe Luke Harper într-un Ladder Match câștigând titlul WWE Intercontinental Championship
  - Ziggler a câștigat după ce a desfăcut centura
- The Usos i-a învins pe campionii WWE World Tag Team Championship The Miz și Damien Mizdow prin descalificare
  - The Usos au câștigat după ce Miz la lovit pe Jey cu un Slammy
- Big Show l-a învins pe Erick Rowan într-un Steel Stairs Match
  - Show a câștigat după un Chokeslam pe o scară metalica și un KO Punch
- John Cena l-a învins pe Seth Rollins într-un Tables Match păstrându-și șansa pentru WWE World Championship
  - Cena a câștigat după aplicarea unui Attitude Adjustment pe o masă
- Nikki Bella a învinso pe AJ Lee păstrându-și titlul WWE Divas Championship
  - Bella a câștigat după ce ia aplicat un spray și un Rack Attack
- Ryback l-a învins pe Kane într-un Chairs Match
  - Ryback a câștigat după aplicarea unui Shell Shocked
- Rusev l-a învins pe Jack Swagger păstrându-și titlul WWE United States Championship
  - Rusev a câștigat după ce l-a lăsat K.O. cu un The Accolade
- Bray Wyatt l-a învins pe Dean Ambrose într-un Tables, Ladders & Chairs Match
  - Wyatt a câștigat după ce i-a explodat un monitor în față urmărit de un Sister Abigail

### 2015
TLC: Tables, Ladders & Chairs 2015 a avut loc pe data de 13 decembrie 2015, evenimentul fiind gazduit de TD Garden
din Boston, Massachusetts.
- The New Day (Big E & Kofi Kingston) i-a învins pe The Usos și Kalisto & Sin Cara într-un Ladder Match păstrându-și centurile WWE Tag Team Championship
  - The New Day a-u câștigat după ce a desfăcut centurile
- Rusev (cu Lana) l-a învins pe Ryback
  - Arbitrul a oprit meciul dupa ce Rusev l-a lăsat inconștient pe Ryback cu «The Accolade».
- Alberto del Rio l-a învins pe Jack Swagger într-un Chairs Match păstrându-și centura WWE United States Championship
  - Del Rio a câștigat după un «Double Foot Stomp» de pe a treia coardă pe scaune
- The Wyatt Family (Bray Wyatt, Erick Rowan, Luke Harper & Braun Strowman) i-a învins pe The ECW Originals (Dudley Boyz, Tommy Dreamer & Rhyno) într-un Elimination Tables Match
  - Strowman l-a eliminat pe Bubba Ray pentru a castiga meciul dupa un «Chokeslam» pe o masa
- Dean Ambrose l-a învins pe Kevin Owens câștigând titlul WWE Intercontinental Championship
  - Ambrose l-a numarat pe Owens dupa ce a intors un «Pop-up Powerbomb» in-trun «Hurricanrana Roll-up».
- Charlotte (cu Ric Flair) a învinso pe Paige păstrându-și Campionatul Divelor
  - Charlotte a numarato pe Paige dupa ce a dato cu capul de coltul ringului fara protector.
- Sheamus l-a învins pe Roman Reigns într-un Tables, Ladders & Chairs Match păstrându-și Campionatul Mondial WWE
  - Sheamus a câștigat după ce a desfăcut centura.
  - În timpul meciului, Rusev și Del Rio a-u intervenit în favoarea lui Sheamus
  - După meci, Rusev si del Rio a-u sărbătorit cu Sheamus, dar Reigns l-ea aplicat un Spear pana a fost oprit de Autoritatea (Triple H si Stephanie)
  - Dupa interventia autoritati, Reigns l-a atacat pe HHH cu un «Super Power Punch», cu niste scaune si un Spear

### 2016
TLC: Tables, Ladders & Chairs 2016 a avut loc pe data de 4 decembrie 2016, evenimentul fiind gazduit de American Airlines Center
din Dallas, Texas.
- The Wyatt Family (Bray Wyatt & Randy Orton) i-a învins pe Heath Slater și Rhyno câștigând centurile SmackDown Tag Team Championship
  - Orton l-a numarat pe Rhyno dupa un «RKO».
- Nikki Bella a învinso pe Carmella într-un No Disqualification Match
  - Nikki a numarato pe Carmella dupa un «Rack Attack 2.0».
- The Miz (cu Maryse) l-a învins pe Dolph Ziggler într-un Ladder Match păstrându-și centura WWE Intercontinental Championship
  - Miz a câștigat după ce a desfăcut centura.
- Baron Corbin l-a învins pe Kalisto într-un Chairs Match
  - Corbin l-a numarat pe Kalisto dupa un «End of Days» pe scaune
- Alexa Bliss a învinso pe Becky Lynch câștigând titlul SmackDown Women's Championship
  - Bliss a câștigat meciul după ce i-a aplicat un «Powerbomb» pe o masă.
- AJ Styles l-a învins pe Dean Ambrose într-un Tables, Ladders & Chairs Match păstrându-și WWE World Championship
  - Styles a câștigat după ce a desfăcut centura.
  - În timpul meciului, James Ellsworth l-a împins pe Ambrose de pe scară pe niște mese din afara ringului când se pregătea să ia centura.

### 2017
TLC: Tables, Ladders & Chairs 2017 a avut loc pe data de 22 octombrie 2017, evenimentul fiind gazduit de Target Center
din Minneapolis, Minnesota.
- Asuka a învins-o pe Emma (9:25)
  - Asuka a făcuto pe Emma să cedeze cu un «Asuka Lock».
- Cedric Alexander și Rich Swann i-au învins pe Gentleman Jack Gallagher și The Brian Kendrick (8:00)
  - Alexander l-a numărat pe Kendrick după un «Lumbar Check».
- Alexa Bliss a învins-o pe Mickie James păstrându-și titlul WWE Raw Women's Championship (11:25)
  - Bliss a numărato pe Mickie după un «Bliss DDT».
- Enzo Amore l-a învins pe Kalisto câștigând titlul WWE Cruiserweight Championship (8:45)
  - Amore l-a numărat pe Kalisto după un «JawdonZO».
- "The Demon" Finn Bálor l-a învins pe AJ Styles (18:20)
  - Balor l-a numărat pe Styles după un «Coup de Grace».
  - După meci, ambi s-au salutat în semn de respect cu un «Too Sweet».
  - Inițial, Balor trebuia s-ă lupte cu Bray Wyatt, dar a fost înlocuit în ultimul moment de AJ Styles din cauza unei epidemii de oreion.
- Jason Jordan l-a învins pe Elias (8:50)
  - Jordan l-a numărat pe Elias cu un «Small Package».
  - În timpul numărătoarei, Elias a ridicat umărul înainte de 3 dar arbitrul nu a văzut.
- Kurt Angle, Dean Ambrose și Seth Rollins i-au învins pe The Miz, Cesaro, Sheamus, Braun Strowman și Kane într-un 5-on-3 handicap Tables, Ladders, and Chairs match (35:25)
  - Angle l-a numărat pe Miz după un «Triple Powerbomb».
  - Acesta a fost meciul de întoarcere în WWE a lui Angle după 11 ani.
  - În timpul meciului, Strowman și Kane a-u început să se atace într-e ei dar Strowman a fost băgat într-un camion de gunoi și a fost scos din arenă.
  - Inițial, Roman Reigns trebuia să lupte alături de Ambrose și Rollins, dar a fost înlocuit în ultimul moment de către Angle din cauza unei epidemii de oreion.

### 2018
TLC: Tables, Ladders & Chairs 2018 a avut loc pe data de 16 decembrie 2018, evenimentul fiind gazduit de SAP Center
din San Jose, California.
- Fabulous Truth (Carmella și R-Truth) i-au învins pe Mahalicia (Alicia Fox și Jinder Mahal) (însoțiți de The Singh Brothers) (5:50)
  - Carmella a făcuto pe Fox să cedeze cu un «Code of Silence».
- The Bar (Cesaro și Sheamus) (c) i-au învins pe The New Day (Kofi Kingston și Xavier Woods) (însoțiți de Big E) și The Usos (Jey Uso și Jimmy Uso) păstrându-și titlurile WWE SmackDown Tag Team Championship (12:15)
  - Sheamus l-a numărat pe Woods după un «Brogue Kick».
- Braun Strowman l-a învins pe Baron Corbin într-un Tables, Ladders, and Chairs match (16:00)
  - Strowman l-a numărat pe Corbin după un «Coup de Grâce» a lui Finn Bálor.
  - În timpul meciului, Apollo Crews, Bobby Roode, Chad Gable, Heath Slater, Kurt Angle și Bálor l-au atacat pe Corbin.
- Natalya a învins-o pe Ruby Riott (însoțită de Liv Morgan și Sarah Logan) într-un Tables match (12:40)
  - Natalya a câștigat lupta după ce i-a aplicat un «Powerbomb» lui Riott de pe a treia coardă pe o masă.
- Finn Bálor l-a învins pe Drew McIntyre (12:20)
  - Balor l-a numărat pe McIntyre după un «Coup de Grace».
  - În timpul meciului, Dolph Ziggler a intervenit împotriva lui McIntyre.
- Rey Mysterio l-a învins pe Randy Orton într-un Chairs match (11:30)
  - Mysterio l-a numărat pe Orton cu un «Roll-up».
- Ronda Rousey (c) a învins-o pe Nia Jax (însoțită de Tamina) păstrându-și titlul WWE Raw Women's Championship (10:50)
  - Rousey a făcut-o pe Jax să cedeze cu un «Armbar».
- Daniel Bryan (c) l-a învins pe AJ Styles păstrându-și titlul WWE Championship (23:55)
  - Bryan l-a numărat pe Styles cu un «Roll-up».
- Dean Ambrose l-a învins pe Seth Rollins (c) câștigând titlul WWE Intercontinental Championship (23:00)
  - Ambrose l-a numărat pe Rollins după un «Dirty Deeds».
- Asuka l-ea învins pe Becky Lynch (c) și Charlotte Flair într-un Triple Threat Tables, Ladders, and Chairs match câștigând titlul WWE SmackDown Women's Championship (21:45)
  - Asuka a câștigat meciul după ce a desfăcut campionatul.
  - În timpul meciului, Ronda Rousey a intervenit împotriva lui Lynch și Charlotte.

### 2019
TLC: Tables, Ladders & Chairs 2019 a avut loc pe data de 15 decembrie 2019, evenimentul fiind gazduit de Target Center
din Minneapolis, Minnesota.
- Kick-Off: Humberto Carrillo l-a învins pe Andrade (însoțit de Zelina Vega) (12:45)
  - Carrillo l-a numărat pe Andrade după un «Springboard Somersault».
- The New Day (Big E și Kofi Kingston) (c) i-au învins pe The Revival (Dash Wilder și Scott Dawson) într-un Ladder match păstrându-și titlurile WWE SmackDown Tag Team Championship (19:20)
  - The New Day au câștigat lupta după ce au desfăcut centurile.
- Aleister Black l-a învins pe Buddy Murphy (13:45)
  - Black l-a numărat pe Murphy după un «Black Mass».
- The Viking Raiders (Erik și Ivar) (c) vs. The O.C. (Luke Gallows și Karl Anderson) s-a terminat fără rezultat (8:30)
  - Lupta a terminat fără rezultat după ce ambele echipe au fost numărate înafara ringului.
  - După luptă, ambele echipe s-au atacat.
  - Cu acest rezultat, The Viking Raiders au păstrat campionatele WWE Raw Tag Team Championship.
- King Corbin l-a învins pe Roman Reigns într-un Tables, Ladders, and Chairs match (22:20)
  - Corbin l-a numărat pe Reigns după un «End of Days» pe un scaun.
  - În timpul meciului, Dolph Ziggler și The Revival au intervenit împotriva lui Reigns.
- Bray Wyatt l-a învins pe The Miz (6:40)
  - Wyatt l-a numărat pe Miz după un «Sister Abigail».
  - După luptă, Daniel Bryan l-a atacat pe Wyatt.
- Bobby Lashley (însoțit de Lana) l-a învins pe Rusev într-un Tables match (13:30)
  - Lashley a câștigat după ce i-a aplicat un «Spear» lui Rusev pe o masă.
  - În timpul meciului, Lana a intervenit în favoarea lui Lashley.
- The Kabuki Warriors (Asuka și Kairi Sane) (c) l-ea învins pe Becky Lynch și Charlotte Flair într-un Tables, Ladders, and Chairs match păstrându-și titlurile WWE Women's Tag Team Championship (26:00)
  - The Kabuki Warriors au câștigat lupta după ce Asuka a desfăcut centurile.

### 2020
TLC: Tables, Ladders & Chairs 2020 a avut loc pe data de 20 decembrie 2020, evenimentul fiind gazduit de Tropicana Field
din St. Petersburg, Florida.
- Kick-Off: Big E, Daniel Bryan, Chad Gable și Otis i-au învins pe King Corbin, Sami Zayn, Cesaro și Shinsuke Nakamura (8:35)
  - Big E l-a numărat pe Zayn după un «Big Ending».
- Drew McIntyre (c) l-a învins pe AJ Styles (însoțit de Omos) într-un Tables, Ladders & Chairs Match păstrându-și titlul WWE Championship (27:05)
  - McIntyre a câștigat după ce a desfăcut campionatul.
  - În timpul luptei, The Miz a apărut alături de John Morrison pentru a încasa servieta Money in the Bank, dar nu a reușit să câștige.
- Sasha Banks (c) a învins-o pe Carmella (însoțită de Reginald Thomas) păstrându-și titlul WWE SmackDown Women's Championship (12:10)
  - Banks a făcut-o pe Carmella să cedeze cu un «Bank Statement».
- The Hurt Business (Shelton Benjamin și Cedric Alexander) (însoțiți de MVP) i-au învins pe The New Day (Kofi Kingston și Xavier Woods) (c) câștigând campionatele WWE Raw Tag Team Championship (10:00)
  - Alexander l-a numărat pe Kingston după un «Lumbar Check».
- Asuka și Charlotte Flair le-au învins pe Nia Jax și Shayna Baszler (c) câștigând campionatele WWE Women's Tag Team Championship (10:05)
  - Charlotte a numărat-o pe Baszler după un «Natural Selection».
- Roman Reigns (c) (însoțit de Paul Heyman și Jey Uso) l-a învins pe Kevin Owens într-un Tables, Ladders & Chairs Match păstrându-și titlul WWE Universal Championship (24:45)
  - Reigns a câștigat după ce a desfăcut campionatul.
  - În timpul luptei, Jey Uso l-a atacat pe Owens.
- Randy Orton l-a învins pe "The Fiend" Bray Wyatt într-un Firefly Inferno Match (12:00)
  - Orton a câștigat după ce i-a ars spatele lui Wyatt.
  - După luptă, Orton a ars corpul lui Wyatt..